# 핑크퐁 원더스타
《핑크퐁 원더스타》(영어: Pinkfong Wonderstar)는 ‘핑크퐁’과 원더스타 친구들이 새로운 모험을 펼쳐나가는 3D 애니메이션 시리즈로, 2019년 KBS 2TV를 통해 방영됐다. 2020년 국내 애니메이션 최초로 유튜브 오리지널을 통해 글로벌 출시됐다. 
올여름 전 세계가 기다려 온 핑크퐁 오리지널 애니메이션 <핑크퐁 원더스타>

## 방송
| 방송 채널 | 방영 기간                         | 방영 사간 |
| --------- | --------------------------------- | --------- |
| KBS 2TV   | 2019년 6월 27일 ~ 2020년 1월 16일 | 종료      |

## 등장인물
- 핑크퐁
- 호기
- 제니
- 포키
- 코디
- 라이라
- 레이첼
- 마이언
- 조르디
- 첨리
- 프리도
- 코코
- 패트
- 빌리
- 베이커
- 조조
- 베리

### 성우
- 조경이: 핑크퐁
- 이소은: 호기, 마이언,망고새,꽉꽉이
- 김새해: 제니, 패트
- 송하림: 포키, 조르디, 코코
- 정혜원: 레이첼, 첨리,
- 여민정: 라이라, 조조, 프리도
- 정영웅: 코디
- 황창영: 베리
- 김채하: 빌리, 베이커, 터틀핀,샤샤

## 제작진
- 책임프로듀서: 이경묵
- 프로듀서: 이순주
- 총감독: 이주현
- 감독: 고동우
- 제작: 김민석
- 제작프로듀서: 김종학, 이혜진, 이수현, 안지현
- 조연출: 노미리, 김수경
- 음악/사운드 기획: 고민정
- 시나리오: Kacey Arnold, Tom Caltabiano, 김근영, 이주현, Zachary Foster
- 시나리오 번역/선녹음: Ani100
- Story Editor: Kacey Arnold
- 스토리보드: 김수경, 정민지, 이지혜, 박지연, 김정은, 조수제
- 아트디렉터: 이주현
- 캐릭터 디자인: 이주현, 김혜민
- 캐릭터 모델링: 정화령, 박호택
- 배경 및 소품 디자인: 권현아, 김혜민, 최재영, 이나연
- 배경 및 소품 모델링: 김종순, 유경순, 김로사, 정민혁
- 테크니컬 디렉터: 김성훈
- 리깅: 최상호
- 애니메이션 리드: 안용구
- 애니메이션 시니어: 김성민, 박희정
- 애니메이션: 민슬아, 송영진, 안정은, 원지영, 배순철, 김아란, 이금환
- CG 슈퍼바이저: 임현철
- 라이팅/합성: 임현철, 장영진
- 브랜드디자인: 이윤서
- 제작협력 1: CGTALE Stodio Inc. 김무원, 도세민, 이한길, 박미선, 이태인, 한예슬
- 제작협력 2: 비원비주얼이펙츠 강주열, 윤지현, 최진아, 오간근, 이홍일, 이정은
- 제작협력 3: PIERCE VISUAL WORKS 이주모, 이승태, 홍아름, 김현덕, 정원철
- 제작협력 4: 웨스토 이유리, 신국진, 마소진, 김홍수, 진성호, 임용우, 조민주
- 제작지원: 한국콘텐츠진흥원
- 사업 총괄: 김민석, 이승규
- 배급: 정연빈, 주혜민, 김난새
- UHD 마스터링: sba미디어콘텐츠센터 함종민, 이명훈, 전혜수
- 음악감독/뮤지컬송 프로듀서/주제가 작곡: 진명용
- 사운드디자인: JLmuse 진명용, 강경철, 김지혜, 김하경
- 음향효과: 김지혜, 김은애
- 녹음/믹싱: JLmuse 강경철
- 주제가 작사: 더핑크퐁컴퍼니, 진명용
- 여는 노래: 장예나
- 닫는 노래: 공보경
- 홈페이지 제작운영: 라윤혜, 정믿음
- 편집감독: 조규동
- 컴퓨터그래픽: 황은서
- 조연출: 차한결
- 연출: 이순주
- 기획: KBS
- 제작: The Pinkfong Company
- 저작권: The Pinkfong Company

## 에피소드
| 회차       | 제목                          | 방송 일자        |
| ---------- | ----------------------------- | ---------------- |
| 1화        | 핑크퐁과 호기의 만남          | 2019년 6월 27일  |
| 2화        | 마이언의 치즈                 | 2019년 7월 4일   |
| 3화        | 집에 들어갈래                 | 2019년 7월 11일  |
| 4화        | 조조야 잘 자                  | 2019년 7월 18일  |
| 5화        | 명탐정이 되고 싶어            | 2019년 7월 25일  |
| 6화        | 춤 추는 프리도                | 2019년 8월 1일   |
| 7화        | 완성할 거야!                  | 2019년 8월 8일   |
| 8화        | 달려라 제니                   | 2019년 8월 22일  |
| 9화        | 범블베리 파이                 | 2019년 8월 29일  |
| 10화       | 시를 찾아서                   | 2019년 9월 5일   |
| 11화       | 춤을 춥시다                   | 2019년 9월 19일  |
| 12화       | 반죽 대소동                   | 2019년 9월 26일  |
| 13화       | 제니의 보물                   | 2019년 10월 10일 |
| 14화       | 어리둥절 포키                 | 2019년 10월 17일 |
| 15화       | 녹지 마! 아이스크림           | 2019년 10월 24일 |
| 16화       | 나는 나! 레이첼               | 2019년 10월 31일 |
| 17화       | 목욕할 시간                   | 2019년 11월 7일  |
| 18화       | 바나나는 어디에               | 2019년 11월 14일 |
| 19화       | 연날리기                      | 2019년 11월 21일 |
| 20화       | 친해지고 싶어                 | 2019년 11월 28일 |
| 21화       | 댐을 고쳐라                   | 2019년 12월 5일  |
| 22화       | 대왕 도토리를 찾아서          | 2019년 12월 12일 |
| 23화       | 우울한 레이첼                 | 2019년 12월 19일 |
| 24화       | 수수께끼 구멍                 | 2019년 12월 26일 |
| 25화       | 요리 대결                     | 2020년 1월 2일   |
| 최종화(26) | 우리는 원더스타               | 2020년 1월 9일   |
| 특별편     | 핑크퐁과 호기의 신나는 이야기 | 2020년 1월 16일  |